# Triangolo di Lublino
Il triangolo di Lublino (in lituano Liublino trikampis; in polacco Trójkąt Lubelski; in ucraino Люблінський трикутник?, Liublinskyi trykutnyk) è un'iniziativa di cooperazione regionale economica, culturale e politica di tre paesi europei – Lituania, Polonia e Ucraina allo scopo di rafforzare la mutua cooperazione militare, culturale ed economica e sostenere l'integrazione dell'Ucraina nell'Unione Europea e nella NATO. L'iniziativa del triangolo di Lublino invoca l'eredità integrativa dell'Unione di Lublino del 1569.
I paesi del triangolo di Lublino dichiarano il loro sostegno al ripristino dell'integrità territoriale dell'Ucraina all'interno dei confini internazionalmente riconosciuti e chiedono la fine dell'aggressione russa contro l'Ucraina. Il triangolo di Lublino sostiene la concessione all'Ucraina dello status di partner rafforzato della NATO e considera un piano d'azione per l'adesione alla NATO per l'Ucraina come il prossimo passo necessario in quella direzione.
Il formato tripartito attinge alle tradizioni e ai legami storici dei tre paesi. La relativa dichiarazione congiunta è stata adottata dai vari ministri il 28 luglio 2020 a Lublino, in Polonia. Lublino fu scelta in deliberato riferimento all'Unione di Lublino del 1569 che creò la Confederazione polacco-lituana, allora uno dei più grandi paesi d'Europa.

## Storia
Una dichiarazione congiunta dei ministri degli Esteri di Lituania, Polonia e Ucraina, Linas Linkevičius, Jacek Chaputowicz e Dmytro Kuleba, sulla creazione del format è stata firmata il 28 luglio 2020 a Lublino, in Polonia.
Il 1º agosto 2020, il Ministro degli Affari Esteri dell'Ucraina Dmytro Kuleba ha invitato il Ministro degli Affari Esteri della Bielorussia Uladzimir Makej al secondo incontro, che si terrà a Kiev. Durante il Forum economico di Karpacz, in Polonia, il 10 settembre 2020, Jan Hofmokl, direttore del dipartimento orientale del ministero degli Esteri polacco, ha dichiarato che il triangolo di Lublino dovrebbe essere in effetti una piazza con la Bielorussia. Secondo lui, nella fase iniziale Minsk era interessata a questo progetto politico, ma in seguito ha cambiato idea.
Il 17 settembre 2020 si è svolto il primo incontro (in formato videoconferenza) dei coordinatori nazionali del triangolo di Lublino, creato dai ministri degli Esteri di Ucraina, Polonia e Lituania nel luglio 2020. Vasyl' Bodnar (Ucraina), Marcin Pszydach (Polonia) e Dalus Cekuolis (Lituania), viceministri degli esteri, sono stati nominati coordinatori di questo meccanismo di cooperazione tripartita. Le parti hanno discusso dei preparativi per la prossima riunione dei ministri degli Esteri del Triangolo di Lublino, che si terrà a Kiev su iniziativa del ministro Dmytro Kuleba. Uno dei compiti principali del triangolo di Lublino dovrebbe essere quello di coordinare le azioni di Ucraina, Polonia e Lituania per contrastare efficacemente le sfide e le minacce alla sicurezza comune, tra cui la priorità è contrastare le minacce ibride provenienti dalla Russia.
Il 29 gennaio 2021, durante il primo incontro online del triangolo di Lublino, il ministro degli Esteri ucraino Dmytro Kuleba ha dichiarato in una breve riunione di lavoro che Ucraina, Lituania e Polonia sono favorevoli all'adesione della Bielorussia al triangolo di Lublino, ma non è ancora giunto il momento.
(Dmytro Kuleba)
Il 28 febbraio 2021 si è appreso che alla fine di gennaio 2021 il presidente della Belarus' eletto nel 2020 Svjatlana Cichanoŭskaja ha contattato per la prima volta il ministro degli Esteri dell'Ucraina Dmytro Kuleba, dove ci ha invitato a una riunione del triangolo di Lublino e sta aspettando un invito a un incontro dal vivo con il signor Kuleba e con la Verchovna Rada. Svjatlana ha notato che voleva che il "Triangolo di Lublino" diventasse il "Quattro di Lublino".

## Meccanismi di cooperazione
Secondo questa Dichiarazione congiunta di Lituania, Polonia e Ucraina, i ministri degli esteri delle parti dovrebbero tenere riunioni regolari, in particolare nei settori delle attività multilaterali, e con la partecipazione di partner selezionati. Organizzeranno anche consultazioni a livello della dirigenza dei ministeri degli affari esteri dei loro paesi e creeranno posizioni in questi ministeri su questioni di cooperazione nell'ambito del triangolo di Lublino.
Durante la prima riunione in videoconferenza del 17 settembre 2020, i coordinatori nazionali hanno identificato le principali attività del triangolo di Lublino e hanno concordato di garantire un'interazione sostenibile del format a diversi livelli di lavoro. Durante l'incontro, hanno concordato i principi di base del triangolo di Lublino e delineato i piani per la cooperazione nel prossimo futuro. Uno dei compiti principali dovrebbe essere quello di coordinare le azioni dei tre Stati per affrontare efficacemente le attuali sfide e minacce alla nostra sicurezza comune. Tra i temi prioritari della cooperazione c'è il contrasto congiunto alle minacce ibride provenienti dalla Russia, in particolare nella lotta alla disinformazione. È stata sottolineata l'importanza di mantenere una stretta cooperazione all'interno delle organizzazioni internazionali.
(Vasyl Bodnar)
I vice ministri hanno inoltre convenuto di avviare consultazioni tematiche tripartite a livello dei direttori dei Ministeri degli Esteri dei tre Paesi. I coordinatori hanno prestato particolare attenzione alla situazione in Bielorussia e in alcuni altri paesi della regione. Vasyl' Bodnar ha espresso la sua gratitudine ai partner per il loro costante sostegno all'integrità territoriale e alla sovranità del nostro stato e nel contrastare l'aggressione russa. Ha inoltre informato i suoi colleghi sugli obiettivi principali della piattaforma di Crimea e ha invitato la Polonia e la Lituania a cooperare attivamente nell'ambito della piattaforma, che mira a disoccupare la Crimea.
Il 12 ottobre 2020, il primo ministro ucraino Denys Šmyhal' ha notato l'importanza del "Triangolo di Lublino" appena creato e ha invitato il presidente polacco Andrzej Duda ad ampliarne il formato, vale a dire a discutere la possibilità di riunione dei capi di governo nel "Triangolo di Lublino" durante la sua visita in Ucraina.
Il 27 febbraio 2021, il ministro degli Esteri lituano Gabrielius Landsbergis ha dichiarato a Radio Svoboda ucraina che l'iniziativa del triangolo di Lublino, che unisce Ucraina, Lituania e Polonia, avvicina l'Ucraina all'integrazione europea:
Ritiene inoltre che l'iniziativa della Piattaforma della Crimea sia "estremamente utile non solo per trovare soluzioni concrete, ma anche per ricordare il problema dell'occupazione della Crimea".

## Iniziative

### Assemblea interparlamentare
L'Assemblea interparlamentare della Verchovna Rada dell'Ucraina, il Seim e il Senato della Repubblica di Polonia e il Seimas della Repubblica di Lituania sono stati istituiti nel 2005 per instaurare un dialogo tra i tre paesi nella dimensione parlamentare. La riunione inaugurale dell'Assemblea ha avuto luogo il 16 giugno 2008 a Kiev, in Ucraina. Nell'ambito dell'Assemblea ci sono comitati per l'integrazione europea ed euro-atlantica dell'Ucraina, la cooperazione umanitaria e culturale.

Emblema della brigata lituano-polacco-ucraina

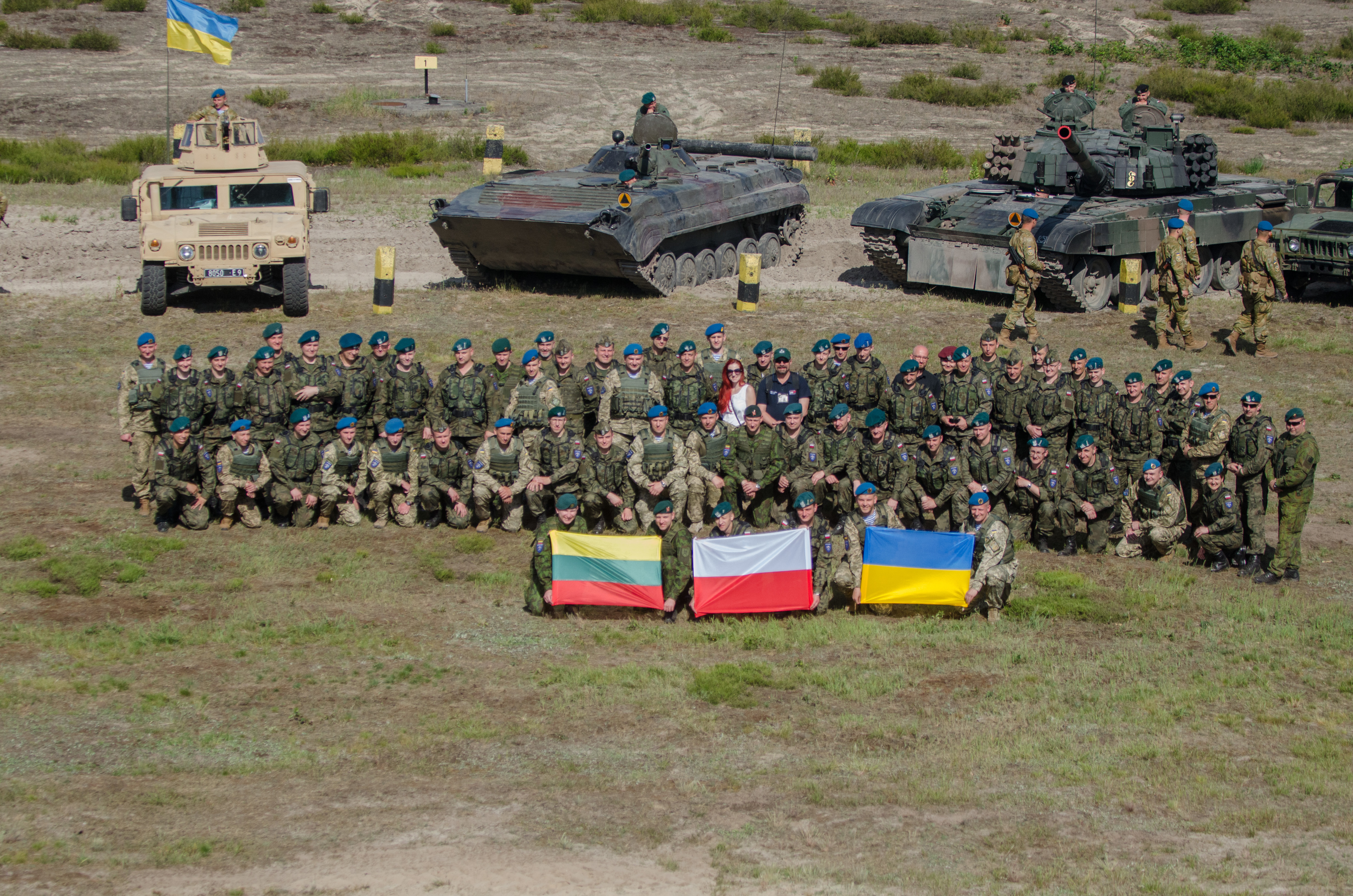
Soldati del LITPOLUKRBRIG alla cerimonia di apertura dell'esercitazione "Anaconda-2016" nel campo di addestramento di Nowa Dęba in Polonia, Giugno 2016

### Brigata lituano-polacco-ucraina
La Brigata lituano-polacco-ucraina è un'unità multinazionale con capacità di una brigata militare generale, progettata per condurre operazioni militari indipendenti in conformità con il diritto internazionale o partecipare a tali azioni. È composto dalle unità militari speciali dei tre paesi selezionate dalla 21ª Brigata Fucilieri Podhale (Polonia), dall'80ª Brigata d'assalto aereo (Ucraina) e dal Battaglione Granduchessa Birute Uhlan (Lituania).
Dal 2016, LITPOLUKRBRIG è stato un elemento importante delle azioni della NATO volte all'attuazione degli standard della NATO nelle forze armate dell'Ucraina. Le principali attività della brigata includono la formazione di ufficiali e unità militari ucraine in questi standard, la pianificazione e lo svolgimento di compiti operativi e il mantenimento della prontezza operativa.

### Triangolo della gioventù di Lublino
Il triangolo della gioventù di Lublino è una piattaforma istituzionalizzata per la cooperazione tra i giovani di Lituania, Polonia e Ucraina. Iniziato dalla piattaforma della diplomazia pubblica dell'ONG giovanile, il triangolo della gioventù di Lublino ha già ricevuto il sostegno dei ministeri degli affari esteri di Lituania, Polonia e Ucraina.
L'iniziativa si ispira allo studio del potenziale della cooperazione giovanile sotto gli auspici del triangolo di Lublino condotto dalla Public Diplomacy Platform e finanziato dalla Konrad Adenauer Stiftung.
Le basi per il progetto sono state gettate nel forum online tenutosi il 9-10 aprile 2021. Il forum ha visto la partecipazione di rappresentanti dei consigli giovanili di Lituania, Ucraina, Polonia e Bielorussia, nonché funzionari di alto profilo di Lituania e Ucraina.
Basato su stretti legami storici e culturali tra gli Stati membri, il Triangolo della Gioventù di Lublino è stato creato per garantire la sinergia tra i giovani e prepararli alla vita in uno spazio unico europeo prospero e sicuro. Le aree di cooperazione includeranno, tra l'altro, il dialogo storico e culturale, nonché lo sviluppo professionale e accademico.